# مفتول الدريهمية
مفتول الدريهمية أو الطوبة هو برج مراقبة تاريخي عراقي في منطقة الدريهمية بقضاء الزبير بجنوب العراق، أنشأته الدولة العثمانية سنة 1767 الميلادية، ضمن أربعة مفاتيل بجنوب قرية الزبير العراقية لتكون مرصداً عسكرياً لمراقبة آبار الدريهمية وحمايةً لأهالي ناحية الزبير العراقية وحماية مدينة البصرة في ولاية البصرة مِن غزوات الأعراب، وفي المفتول مراقب كبيرة للرصد والمعاينة، يقال لها الدوربيل وثقوب مُدوّرة لرصد القادمين إلى المدينة.
قال الباحث التاريخي حسن زبون، إن الأبراج التي يطلق عليها المفتول، والتي تسمى باللهجة الزبيرية الطوُبة، كانت حتى أربعينيات القرن الماضي 3 أبراج، تهدم اثنان ولم يتبق سوى مفتول الدريهمية، والذي تم تشييده من قبل العثمانيين من الطين وفخار الطابوق ضمن 4 أبراج تحيط بالمدينة لحمايتها، وكانت نهاية البرج تضم مدفعا للطوب لردع المعتدين، وبعد انسحاب الدولة العثمانية من العراق، أُهملت الأبراج، لكنها صمدت لسنوات قبل أن تتهدم".
وقال إبراهيم الشمري في كتابه (قلعة النصر في مدينة المسيب) "وظلت سياسة الدولة العثمانية في تحصين المدن العراقية مستمرة حتى الحرب العالمية الأولى…هذا فضلاً عن انتشار ضرب من العمارة الدفاعية المعروفة ب "المفتول" على هيئة أبراج طينية مجوفة مستديرة قائمة على أسس من الآجر تخرقها فتحات لرمي المقذوفات النارية، وتقوم عادة على مرتفعات لضرورة إشرافها على محيطها وقد اندثرت معظم هذه المفاتيل ولم يتخلف منها سوى مفتول الدريهمية في مدينة الزبير في محافظة البصرة وهو واحد من أربعة مفاتيل كانت قائمة على محيط المدينة لمراقبة الغزوات المحتملة من جهة الحجاز وحماية آبار المياه لإسقاء المدينة ومن حولها فاندثر منها ثلاثة ولا زالت أطلال الرابع قائمة تعاني الإهمال، وهو ما يُعرف محلياً عند أهل الزبير بالطوبة حيث كان يوضع في أعلاه الطوب أي المدفع لحماية المدينة.
وقد كانت الدريهمية مصدراً لماء الشرب لأهالي ناحية الزبير العراقية حتى سنة 1936م حين أُنشئت إسالة للماء العذب.

## وصلات خارجية
- مفتول الزبير بين إهمال الآثار واهتمام المواطنين